# Neogaeornis
Neogaeornis (Neogaeornis, Lambrecht 1933) è un genere di uccelli fossile.
È nota una sola specie:
- Neogaeornis wetzeli †; Lambrecht, 1929; (Cretaceo)